# Zweckverband zur Wasserversorgung der Buchberggruppe
Der Zweckverband Buchberggruppe ist eine Körperschaft des öffentlichen Rechts in Form eines Zweckverbands, die für die Wasserversorgung in den Gemeinden Kirchroth, Steinach und Parkstetten, sowie den Straubinger Stadtteilen Unterzeitldorn, Sossau und Hornstorf zuständig ist. Namensgebend war der in Münster gelegene Buchberg. Der Zweckverband Buchberggruppe ist mit drei weiteren Wasserzweckverbänden Mitglied im Geschäftsstellenzweckverband Aitrachtal-, Buchberg-, Irlbach- und Spitzberggruppe.

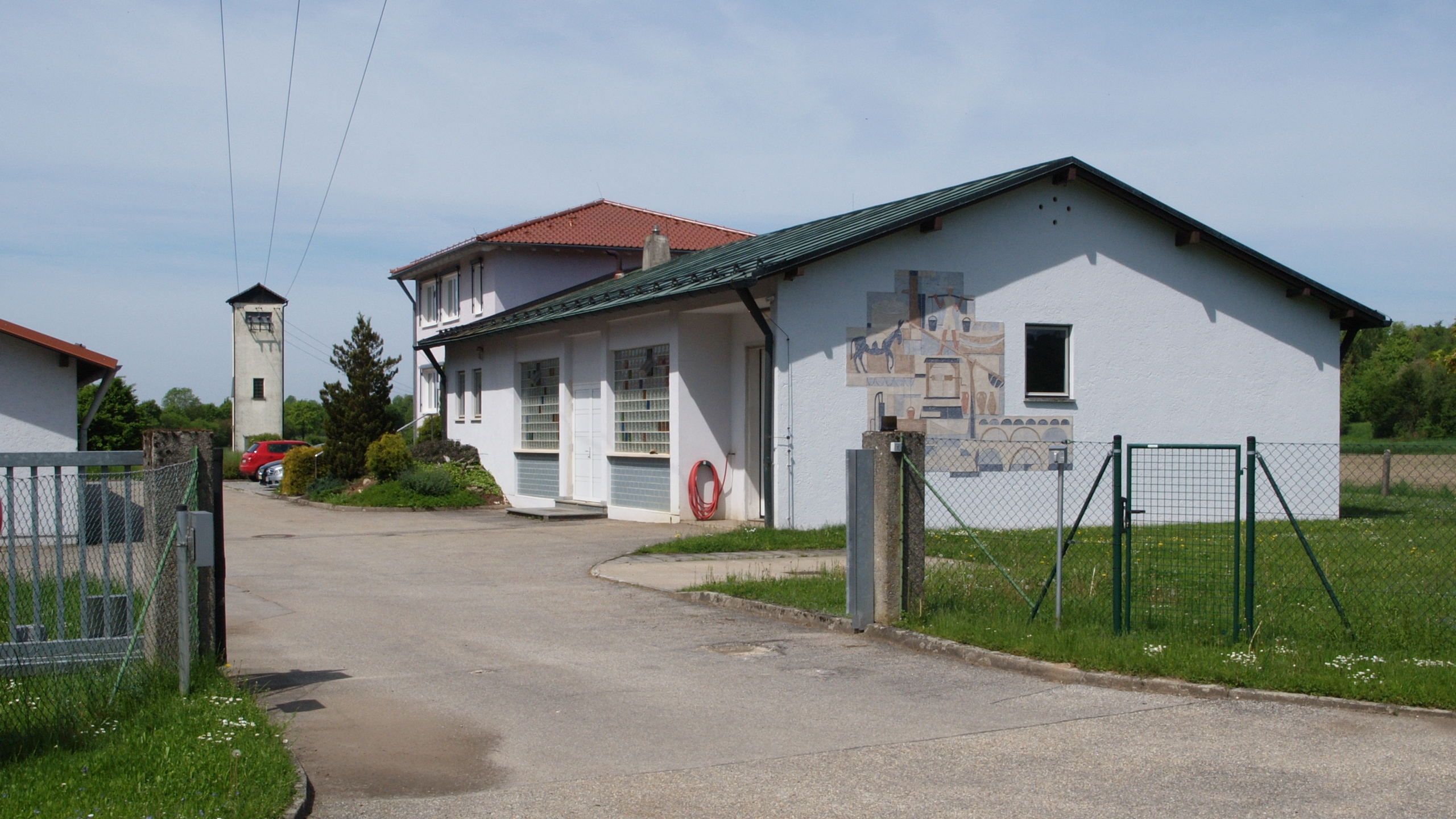
Wasserwerk in Münster bei Steinach

## Geschichte

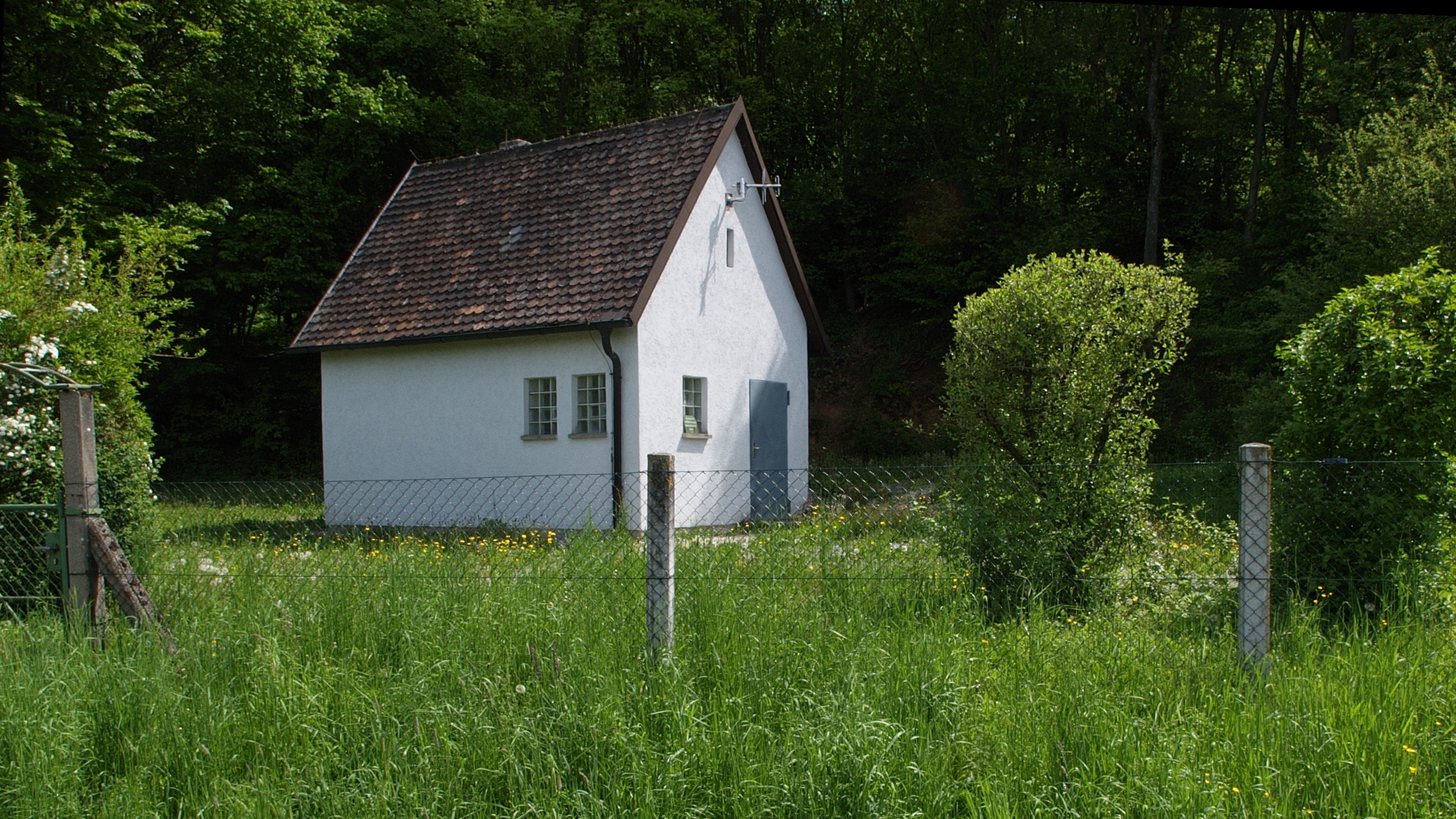
Gebäude am Buchberg

Am 1. März 1962 wurde der Zweckverband zur Wasserversorgung der Buchberggruppe auf Antrag der Gemeinden Hornstorf, Kirchroth, Kößnach, Münster, Parkstetten und Steinach gegründet, worauf bereits am 28. März 1962 die 1. Verbandsversammlung stattfand. Im Februar 1963 wurde mit der Grundwassererschließung des Brunnen II begonnen, die auch erfolgreich abgeschlossen wurde. Im Jahr 1965 wurde auf dem Grundstück des Wasserwerks in Münster, Gemeinde Steinach, neben einer Wasseraufbereitungsanlage, eine Stromanlage mit Notstromaggregatoren und eine Trafo-Station errichtet. Das Angebot fließenden Wassers wurde von der Bevölkerung gerne angenommen, sodass bereits im Juni 1966 die Zahl der Hausanschlüsse auf 760 Stück gewachsen war. Der Beitritt des Verbandes zum Bayerischen Kommunalen Prüfungsverband folgte am 1. Januar 1969. Der erste Vertrag zur Wasserlieferung wurde 1975 mit der Gemeinde Ascha abgeschlossen, darauf folgte die Eichelberggruppe 1976, und am 23. März 1979 wurde die Aufnahme der Staustufe Straubing als Gastanschließer genehmigt. Saniert wurde 1983 der Hochbehälter in Münster, der damals schon drei Wasserkammern mit einem Gesamtvolumen von 1200 Kubikmetern aufwies. Die Elektronik hielt 1984 mit dem Bau einer Fernsteueranlage vom Maschinenhaus zum Brunnengelände und Hochbehälter Einzug in Münster. Auch musste die Wasserförderung in Münster aufgrund steigender Nachfrage um einen dritten Brunnen, der eine Tiefe von ca. 88 Meter aufweist, erweitert werden. Größere Sanierungs- und Erneuerungsarbeiten wurden in den Jahren 1987 bis 1996 gemacht, unter anderem die Aufbereitungsanlage, Türen, Außenanlagen und der Heizkessel des Wasserwerks Münster. 1997 bis 2001 kamen zum Gelände ein Waschplatz, ein neues Bürogebäude und eine Doppelgarage hinzu. Es gab keine nennenswerten Ereignisse bis zum Jahr 2009, als in Kößnach, Kirchroth, Steinach und Münster alle Hauptwasserleitungen und Hausanschlüsse erneuert beziehungsweise saniert wurden. Ebenfalls erneuert wurde die Hauptwasserleitung DA 110 zwischen Agendorf und Hörabach auf einer Länge von etwa 680 Metern im Spülbohrverfahren. Das 50-Jahre-Jubiläum des Zweckverbands zur Wasserversorgung der Buchberggruppe wurde 2012 gefeiert. Von 2010 bis heute wird an der Erstellung digitaler Rohrnetzpläne mit Erstvermessung der Versorgungswasserleitungen sowie an Armaturen mit dem Aufbau eines grafischen Informationssystems gearbeitet.

## Versorgungsgebiet
Das Versorgungsgebiet des Zweckverbands zur Wasserversorgung der Buchberggruppe erstreckt sich über die Gemeinden Kirchroth, Steinach und Parkstetten sowie die Straubinger Stadtteile Unterzeitldorn, Sossau und Hornstorf.

## Technische Daten

### Wassergewinnung
Die Wasserförderung erfolgt durch zwei Brunnen in Münster, Gemeinde Steinach, nämlich Brunnen 2 und Brunnen 3 – Brunnen 1 wurde stillgelegt. Brunnen 2 ist ca. 43 Meter tief und hat eine Pumpleistung von etwa 28 Liter pro Sekunde, während Brunnen 3 ca. 88 Meter tief ist und 24 Liter pro Sekunde fördert. Die gesamte Wasserförderung im Jahr 2013 lag bei 520.000 Kubikmetern.

### Wasserverteilung
Zur Wasserverteilung tragen der Hochbehälter in Münster mit einem Speichervolumen von 1.100 Kubikmetern und zwei Druckerhöhungsanlagen für die Hochzonen des Versorgungsgebietes bei. Die Länge der Wasserleitungen errechnet sich durch die Zubringerleitungen (1,1 km) die Hauptleitungen (150 km) und die Hausanschlussleitungen (92 km). Insgesamt ergibt das etwa 243,1 km für 10.500 Einwohner im Zweckverbandsgebiet.